# Saison 13 de Doctor Who
Cet article concerne la seconde série. Pour la première, voir Saison 13 de Doctor Who, première série.
Chronologie
Saison 12 Saison 13 - Spéciaux
Cet article présente les épisodes de la treizième saison de la seconde série télévisée britannique Doctor Who. Elle est la troisième du Treizième Docteur, interprétée par l'actrice britannique Jodie Whittaker. Cette saison, nommée Flux, comprend 6 épisodes qui constituent une seule et même histoire (comme pour la Saison 23 de la première série de Doctor Who).
Le tournage de la saison débute en novembre 2020, pour une diffusion prévue fin 2021. À cause de la pandémie de Covid-19 la saison sera seulement composée de 6 épisodes, faisant d'elle la saison la plus courte depuis la reprise de la série en 2005. Dans une déclaration du 31 juillet 2021, Chris Chibnall a annoncé que la saison comportera 6 épisodes et que les 6 épisodes formeront une seule et grande aventure.
Celle-ci est la troisième et dernière à être dirigée par Chris Chibnall en tant que scénariste principal et producteur exécutif. Elle est également la treizième saison à être diffusée après la reprise du programme en 2005 et est la trente-neuvième saison au total.
Après le départ de Graham O'Brien interprété par Bradley Walsh et Ryan Sinclair interprété par Tosin Cole, la BBC One a annoncé l'arrivée d'un nouveau compagnon nommé Dan Lewis, interprété par John Bishop.

## Synopsis
Le Docteur et Yaz font la connaissance de Dan. Les Sontariens et les Anges pleureurs font leur retour. L'univers est menacé par un évènement cataclysmique appelé le Flux.

## Distribution

### Personnages principaux

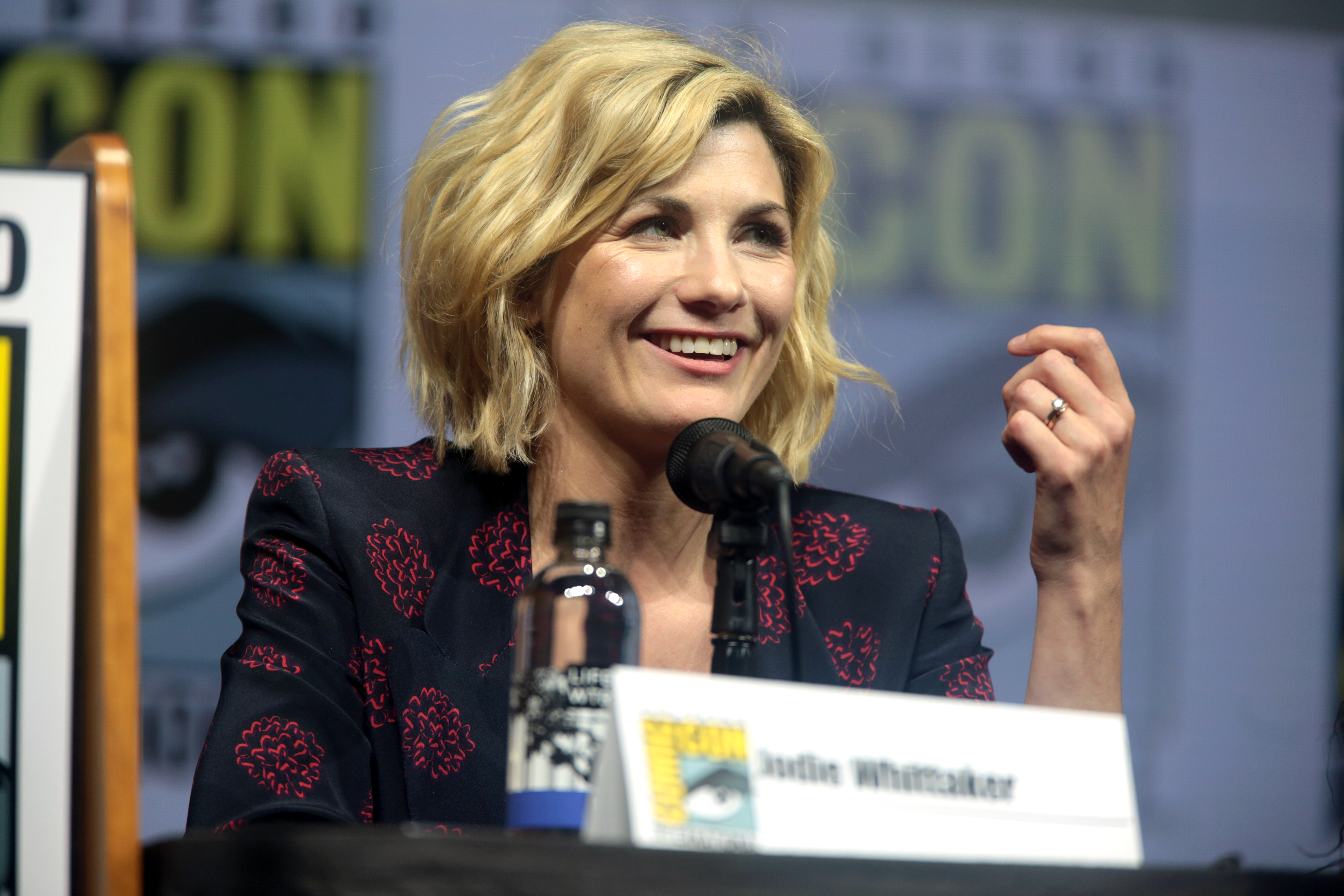
Jodie Whittaker, l'interprète du Docteur.

- Jodie Whittaker : Treizième Docteur
- Mandip Gill : Yasmin Khan
- John Bishop : Dan Lewis
- Jacob Anderson : Vinder

### Personnages secondaires
- Rochenda Sandall : Azure/Anna (épisodes 1 à 6)
- Craige Els : Karvanista (épisodes 1 à 3, 5 et 6)
- Sam Spruell : Swarm (épisodes 1 à 3, 5 et 6)
- Steve Oram : Joseph Williamson (épisodes 1 à 3, 5 et 6)
- Jonny Mathers : Passenger (épisodes 2 à 6)
- Nadia Albina : Diane Curtis (épisodes 1, 3, 5 et 6)
- Thaddea Graham : Bel (épisodes 3 à 6)
- Kevin McNally : Professeur Eustache Jericho (épisodes 4 à 6)
- Annabel Scholey : Claire Brown (épisodes 1, 4 et 6)
- Craig Parkinson : Grand Serpent (épisodes 3, 5 et 6)
- Dan Starkey : Kragar (épisodes 1 et 6), Svild (épisode 2) et Senstarg/Shallo (épisode 6)
- Matthew Needham : Old Swarm (épisodes 1 et 3)
- Barbara Flynn : Awsok/Tecteun (épisodes 3 et 5)
- Jemma Redgrave : Kate Stewart (épisodes 5 et 6)
- Jo Martin : Ruth Clayton (épisode 3)
- Bhavnisha Parmar : Sonya Khan (épisode 3)

## Production
Le 11 novembre 2020, la BBC One annonce que le tournage de la saison 13 a commencé. Après cette annonce, des images ont été mises en ligne sur internet où, sur certaines, on pouvait apercevoir des Sontariens et une image a été diffusée avec un ange pleureur dans le froid en compagnie du Docteur.

### Réalisation
| Block | Épisode(s)                            | Réalisateur.trice  | Scénariste(s)                     | Producteur.trice |
| ----- | ------------------------------------- | ------------------ | --------------------------------- | ---------------- |
| 1     | L'Apocalypse d'Halloween (Chapitre 1) | Jamie Magnus Stone | Chris Chibnall                    | Nikki Wilson     |
| 1     | La Guerre des Sontariens (Chapitre 2) | Jamie Magnus Stone | Chris Chibnall                    | Nikki Wilson     |
| 1     | Le Village des Anges (Chapitre 4)     | Jamie Magnus Stone | Chris Chibnall et Maxine Alderton | Nikki Wilson     |
| 2     | Il n'était pas une fois (Chapitre 3)  | Azhur Saleem       | Chris Chibnall                    | Pete Levy        |
| 2     | Survivants du Flux (Chapitre 5)       | Azhur Saleem       | Chris Chibnall                    | Pete Levy        |
| 2     | Les Conquérants (Chapitre 6)          | Azhur Saleem       | Chris Chibnall                    | Pete Levy        |

## Diffusion
La saison 13 a été diffusé du 31 octobre au 5 décembre 2021 sur la chaîne britannique BBC One et a été diffusée en France sur la chaîne NRJ12 du 31 août au 14 septembre 2022.

### Résumé des épisodes
| N° Hist. | N° Ep. | Titre                    | Réalisé par        | Écrit par                         | Diffusion originale | Diffusion française (Sur NRJ12) | Audience |
| --- | ------ | ------------------------ | ------------------ | --------------------------------- | ------------------- | ------------------------------- | -------- |
| 297a | 1      | L'Apocalypse d'Halloween | Jamie Magnus Stone | Chris Chibnall                    | 31 octobre 2021     | 31 août 2022                    | 5.81     |
| Le Docteur et Yaz poursuivent Karvanista, de l'espèce Lupari, jusqu'à Liverpool, où il kidnappe le commerçant Dan Lewis. Le Docteur fait l'expérience d'une vision psychique du mystérieux Swarm, qui prétend partager une histoire avec elle, échappant à son emprisonnement par la Division. Avant de quitter Liverpool, le Docteur et Yaz rencontrent Claire, une femme de leur avenir. Peu de temps après, un Ange Pleureur envoie Claire en 1965. Sur le navire de Karvanista, Yaz sauve Dan tandis que le Docteur confronte Karvanista à propos de ses liens avec la Division, avant d'aborder le plan apparent d'invasion des Lupari. Karvanista leur dit que les Lupari sont en train de sauver l'humanité de la destruction de la Terre par le Flux, un phénomène inconnu et dévorant qui défie toutes les lois de l'espace et du temps. Le Flux provoque l'évacuation de Vinder, le seul occupant d'un avant-poste spatial éloigné, et attire l'attention des Sontariens. À la suite d'une autre interaction psychique entre le Docteur et Swarm, le Flux accélère son attaque sur Terre. Le Docteur demande à Karvanista de former un bouclier défensif avec les autres vaisseaux Lupari, protégeant la Terre du Flux. Incapable de se transporter derrière le bouclier, le TARDIS est rattrapé par le Flux, avec le Docteur, Yaz et Dan à l'intérieur. |        |                          |                    |                                   |                     |                                 |          |
| 297b | 2      | La Guerre des Sontariens | Jamie Magnus Stone | Chris Chibnall                    | 7 novembre 2021     | 31 août 2022                    | 5.13     |
| Le Docteur, Yaz et Dan se réveillent à Sébastopol, à l'époque de la Guerre de Crimée, où les Sontariens ont remplacé les Russes à travers l'histoire, et rencontrent Mary Seacole et le général Logan. Les effets du Flux renvoient Dan à Liverpool en 2021 et Yaz dans un temple endommagé rempli de prêtres mourants, aux côtés de Joseph Williamson et Vinder. Le Docteur en déduit que les Sontariens ont échappé aux défenses des Lupari. Dan infiltre le chantier naval des Sontariens. Swarm arrive au temple et révèle qu'il se trouve dans la région d'Atropos sur la planète Temps, tuant les prêtres et prenant Yaz et Vinder en otages. Le Docteur engage Seacole pour recueillir des renseignements sur le camp Sontarien et convoque ensuite les Sontariens pour négocier une retraite, pour ensuite être arrêtés par les soldats de Logan, qui mèneront plus tard une bataille désastreuse avec eux. Le Docteur se regroupe avec les hommes de Seacole et Logan, et ils perturbent les approvisionnements des Sontariens, mais Logan revient sur lui et bombarde le camp. Les Sontariens découvrent Dan, mais Karvanista le sauve avant de détruire le chantier naval, ce qui réinitialise la chronologie. Le Docteur parvient à récupérer le TARDIS et à récupérer Dan, mais il est détourné et amené au temple, où ils sont obligés de regarder Swarm s'apprêter à tuer Yaz et Vinder. |        |                          |                    |                                   |                     |                                 |          |
| 297c | 3      | Il n'était pas une fois  | Azhur Saleem       | Chris Chibnall                    | 14 novembre 2021    | 7 septembre 2022                | 4.70     |
| Le Docteur saute dans la tempête temporelle du temple et bloque Swarm en cachant Dan, Yaz et Vinder dans leur passé, bien que de nombreux détails aient été modifiés. Vinder revit à contrecœur son aide au Grand Serpent dictatorial et sa rétrogradation après avoir révélé les méfaits du Grand Serpent. Bel, une survivante du Flux, parcourt ses ruines à bord d'un navire Lupari, évitant les Daleks, les Sontariens et les Cybermen. Le Docteur saute dans son propre flux temporel et récupère les souvenirs de son incarnation passée, le Docteur Fugitif, et de son passage dans la Division. Il est révélé qu'elle et Karvanista avaient déjà attaqué le temple pour vaincre Swarm et sauver les prêtres. Le Docteur actuel retrouve les prêtres et les encourage à retourner à la vie et au temple, mais ils la séparent de son passé pour la protéger. Une vieille entité mystérieuse réprimande le Docteur. Bel se révèle être à la recherche de Vinder comme amant et porte son enfant. Le Docteur rend Yaz, Dan et Vinder au présent et corrige les flux temporels. Elle ramène Vinder sur sa planète natale ravagée par Flux, après quoi un ange pleureur qui traquait Yaz intercepte le TARDIS. |        |                          |                    |                                   |                     |                                 |          |
| 297d | 4      | Le Village des Anges     | Jamie Magnus Stone | Chris Chibnall et Maxine Alderton | 21 novembre 2021    | 7 septembre 2022                | 4.57     |
| Le Docteur redémarre le TARDIS, forçant l'Ange à sortir et les bloquant dans le village anglais de Medderton, 1967. L'ancien soldat, le professeur Jericho, mène des expériences psychiques sur Claire, qui a été renvoyée dans le temps par le même Ange qui avait détourné le TARDIS. Un ange renvoie Yaz et Dan à Medderton en 1901, où ils trouvent une fille disparue nommée Peggy. Ils découvrent un obstacle à l'année 1967 et au futur moi de Peggy, qui a dû vivre le reste de sa vie jusque-là. Le Docteur, Claire et Jericho se barricadent dans son sous-sol alors que les anges se rapprochent. Claire révèle qu'elle a des visions de devenir un ange après avoir accueillit un qui a élu domicile dans son esprit. Se connectant à l'Ange par télépathie, le Docteur découvre que l'Ange se cache des autres Anges, qui le poursuivent sous les ordres de la Division. Le Docteur et Claire s'échappent par un tunnel entouré d'Anges, tandis que Jéricho est envoyé en 1901. Le Docteur apprend que les Anges ont pris le village hors du temps pour capturer l'Ange voyou, qui révèle qu'il a offert le Docteur aux Anges pour sa propre sécurité. Le Docteur est transformé en Ange et transporté à la Division, bloquant les autres en 1901. Bel arrive sur Puzano et voit Azure, le complice de Swarm, tromper les survivants pour qu'ils soient récoltés pour obtenir de l'énergie. Elle sauve un survivant de tomber dans son piège et laisse un message à Vinder. |        |                          |                    |                                   |                     |                                 |          |
| 297e | 5      | Survivants du Flux       | Azhur Saleem       | Chris Chibnall                    | 28 novembre 2021    | 14 septembre 2022               | 4.83     |
| Les Anges Pleureurs transportent le Docteur à la Division où elle rencontre l'entité qui l'avait précédemment châtiée, révélée être sa mère adoptive, Tecteun. Elle révèle que la Division a orchestré le Flux, une vague d'antimatière, pour tuer le Docteur pour avoir interféré avec leurs plans, et qu'ils ont connaissance du multivers. En 1904, Yaz, Dan et Jericho parcourent le monde à la recherche d'artefacts et de médiums pour déchiffrer la fin du monde. Ils rencontrent Williamson, qui avait découvert plusieurs portes menant à divers autres endroits en creusant des tunnels sous Liverpool. Pendant de nombreuses années, le Grand Serpent infiltre UNIT en tant qu'officier, éliminant ceux qui constituent une menace pour lui. Après avoir été menacé par Kate Stewart, il désactive toutes les défenses de UNIT, permettant aux Sontariens d'entrer sur Terre. Vinder découvre que Swarm récupère l'énergie des survivants de Flux, mais il est attrapé et piégé dans un appareil appelé Passager, où il rencontre l'amie de Dan, Diane, qui avait été kidnappée plus tôt par Swarm et Azure. Le Docteur regarde impuissant l'arrivée de Swarm, désintégrant Tecteun et menaçant de lui faire de même. |        |                          |                    |                                   |                     |                                 |          |
| 297f | 6      | Les Conquérants          | Azhur Saleem       | Chris Chibnall                    | 5 décembre 2021     | 14 septembre 2022               | 4.64     |
| Le Docteur est divisé en trois exemplaires en raison d'une distorsion temporelle, alors qu'Azure révèle qu'elle et Swarm prévoient de transformer le Flux en un véhicule de destruction universelle constante. Yaz, Dan, Jericho et Williamson voyagent jusqu'en 2021 et rencontrent Kate Stewart et le deuxième exemplaire, qui dit à Claire et Jericho d'infiltrer les Sontariens et prend son TARDIS à Kate. Le troisième écrase le vaisseau de Bel dans le commandement Sontarien. Les Sontariens, commettant un génocide contre les Lupari, enlèvent le troisième exemplaire, que le deuxième sauve. Ils proposent une alliance avec les Cybermen et les Daleks, une ruse pour les sacrifier au Flux pendant que le bouclier Lupari enveloppe les Sontariens. Claire échappe aux Sontariens mais Jericho ne le peut pas. Les deux copies sauvent Vinder et Diane et reforment le bouclier Lupari derrière les Sontariens, laissant le Flux consommer les Sontariens, Jericho, Daleks et Cybermen, et être absorbé par le Passager. Azure et Swarm apportent le premier exemplaire à Atropos pour la sacrifier à Temps, mais Temps détruit le duo et réunit le Docteur, lui disant de se méfier des forces qui se massent contre elle et leur maître. En utilisant les portes du tunnel, Kate et Vinder abandonnent le Serpent sur un petit astéroïde. Vinder et Bel décident de voyager avec Karvanista. Diane refuse l'offre de rendez-vous de Dan, car le Docteur invite Dan à la rejoindre avec Yaz. Elle dépose ses souvenirs perdus au plus profond de l'intérieur du TARDIS, décidant de vivre sans eux. |        |                          |                    |                                   |                     |                                 |          |

### Liste des épisodes

#### Chapitre 1:L'Apocalypse d'Halloween
- Royaume-Uni : 31 octobre 2021 sur BBC One
- France : 31 août 2022 sur NRJ12

#### Chapitre 2:La Guerre des Sontariens
- Royaume-Uni : 7 novembre 2021 sur BBC One
- France : 31 août 2022 sur NRJ12

#### Chapitre 3:Il n'était pas une fois
- Royaume-Uni : 14 novembre 2021 sur BBC One
- France : 7 septembre 2022 sur NRJ12

#### Chapitre 4:Le Village des Anges
- Royaume-Uni : 21 novembre 2021 sur BBC One
- France : 7 septembre 2022 sur NRJ12

#### Chapitre 5:Survivants du Flux
- Royaume-Uni : 28 novembre 2021 sur BBC One
- France : 14 septembre 2022 sur NRJ12

#### Chapitre 6:Les Conquérants
- Royaume-Uni : 5 décembre 2021 sur BBC One
- France : 14 septembre 2022 sur NRJ12